# Vepris amaniensis
Vepris amaniensis är en vinruteväxtart som först beskrevs av Adolf Engler, och fick sitt nu gällande namn av W. Mziray. Vepris amaniensis ingår i släktet Vepris och familjen vinruteväxter. Inga underarter finns listade i Catalogue of Life.